# Ciuciuleni
Ciuciuleni è un comune della Moldavia situato nel distretto di Hîncești di 5.111 abitanti al censimento del 2004